# Кодекс 073
Кодекс 073 (Gregory-Aland), ε 7 (Soden) — унциальный манускрипт Нового Завета на греческом языке, палеографически датирован VI веком.

## Особенности рукописи
Рукопись 073 содержит текст Евангелии от Матфея (14,28-31) на единственном листе пергамента (28 x 23 см). Текст расположен в два столбца по 34 строки.
073 и 084 (Gregory-Aland) ε 24 (Soden) прежде принадлежали к той же самой рукописи. 084 содержит текст Евангелии от Матфея 14,19-27; 15,2-8.
Греческий текст рукописи отражает александрийский тип текста. Рукопись отнесена к II категории Аланда.
Рукопись была найдена Rendel Harris на Синае.
Рукопись 073 хранится в библиотеке Монастыря Святой Екатерины (Sinai Harris 7) на Синайском полуострове. Рукопись 084 хранится в Российской национальной библиотеке (Gr. 6 I) в Санкт-Петербурге.